# Felemelkedés (Csillagkapu: Atlantisz)
 Magyarországon az első részt 2006. augusztus 19-én, a másodikat 26-án vetítették.

## Ismertető
| Figyelem: Itt a Csillagkapu: Atlantisz 1. évadjának cselekményét vagy a végkifejletet is olvashatod. |

### 1. rész
Évmilliókkal ezelőtt Atlantisz városa felemelkedik az Antarktiszról, és csak egy kis előörs marad hátra. Napjainkban Dr. Elizabeth Weir az ebben az építményben kutató emberekre ügyel. Dr. Rodney McKay-jel arról beszélget, hogy az Ős irányító-széket csak néhány ember tudja használni, azok, akikben megvan az ősi gén. Dr. Carson Beckett rendelkezik vele, de vonakodik beleülni a szerkezetbe. Eközben Dr. Jackson felfedezi az Atlantisz városához tartozó csillagkapu címet. Ez a cím az Asgard világhoz hasonlóan nyolc szimbólumból áll, ami azt jelenti, hogy egy idegen galaxisban van.
O’Neill tábornok az előörs felé repül egy helikopterrel, amit John Sheppard ezredes vezet. Miközben a cél felé tartanak, McKay rábeszéli Beckettet arra, hogy üljön be az irányító székbe. Carson a székbe ülve véletlenül kilő egy Drone fegyvert, amely O’Neill-ék gépét veszi célba. Sheppard-nek sikerül elmenekülnie, míg végül Beckett le nem állítja azt. Miután O’Neill megérkezik a bázisra, megbeszélést folytat Jackson-nel, Weir-rel McKay-el Atlantiszról. Arra a következtetésre jutnak, hogy a cím a Pegazus galaxisba vezet, és a féregjárat létrehozásához csak egy ZPM tud elég energiát szolgáltatni.
Míg a megbeszélés tart, Sheppard őrnagy a bázison nézelődik, majd beszélgetni kezd Beckettel az ősi irányító székről. Kipróbálja a széket, ami aktiválódik, az őrnagy könnyedén irányítani is tudja vele az ős technológiát. Miután Weir megtudja ezt, beszél O’Neill-lel, elkéri Sheppardot a készülődő küldetéshez, és Jack megadja ezt az engedélyt.
Az Atlantiszra irányuló expedíció tagjai elbúcsúznak szeretteiktől, és összegyűlnek a Csillagkapu Parancsnokságon egy végső eligazításra. Dr. McKay ráköti a ZPM-et a kapura, és Weir kifejezi, hogy mennyire büszke mindazokra, akik vállalva a veszélyeket, elindulnak vele erre a küldetésre. A kapu aktiválása után először egy M.A.L.P.-et küldenek át, majd elindul a felfedező csapat is. A kapun átlépve az emberek egy nagy épületegyüttesben találják magukat, melyet "felébresztenek az alvásából". A csapat átérkezése után a csillagkapu kikapcsol, de előtte még egy üveg bor is érkezik a következő felirattal: „Bon voyage. Jack O’Neill.”
Az atlantiszi csapat egyre több érdekességet fedez fel a városban, mint például az űrhajókat, vagy a csillagkaput védő pajzsot (erőteret). Marshall Summers ezredes felfedezi, hogy a víz alatt vannak, ami bizonyítja, hogy ez az épület valójában a legendás Atlantisz. Egy hologram formájában megjelenő Ős nő elmeséli ennek a galaxisnak a történetét, és beszámol egy új, erős ellenségről, a Lidércekről.
A Lidércek az Ősök ellenségei voltak, és hosszú ideig tartó háborúskodás után a végzetes Lidérc győzelem előtt az Ősök feladták a küzdelmet, elhagyták a Pegazus galaxist, Atlantisz városát a tenger mélyére süllyesztették, ők pedig a Földre indultak.
A várost egy erőtér védi attól, hogy elárassza a víz. McKay összegzi a megtudott információkat: Atlantisz legendája igaz, csak nem a Földön történt meg. Az ókori görögök ezt a történetet a földre költözött Ősöktől ismerhették meg.
Eközben Peter Grodin fontos felfedezést tesz. A várost az elöntéstől védő erőteret energiával ellátó három ZPM közül kettő már teljesen kimerült, az utolsó pedig, köszönhetően a csapat Atlantiszra érkezésének, hamarosan szintén lemerül. Ez azt jelenti, hogy ha a csapat tagjai nem találnak ki valamilyen megoldást, akkor az erőtér megszűnése után a várost elönti a víz.
Lehetséges evakuációs helyszín után kutatva, Summer, Sheppard és csapatuk a csillagkapun keresztül elindul, hogy lehetséges evakuációs helyszínt keressen. Egy bolygóra érkeznek, ahol két gyermekkel találkoznak, akik maszkokban játszanak. Sheppard kérdésére elmondják, hogy ezek Lidérc-maszkok, és meglepődnek, mikor a földiek nem tudják, miről van szó.
A bolygó lakói az Athosiak, itt megismerik az egyik gyerek apját, Hallingot, és Teyla Emmagant. Teyla beszédbe elegyedik az expedíciós csapattal, majd megmutatja civilizációja falfestményeit Sheppardnak. Elmondja kik azok a Lidércek, és hogyan pusztították el a népét. Sheppard a falfestmények felé tartva megtalálja Teyla rég elveszett medálját.
Eközben Summers ezredes csapatának két tagja - akiket a csillagkapu őrzésére hagyott ott - váratlanul észreveszik a kapu aktivizálódását. A kapun át két lidérc vadász érkezik az Athosiak faluja felé egyrészt, hogy emlékeztessék az embereket a hatalmukra, másrészt azért, hogy begyűjtsenek jó néhány embert, akikből lakmározhatnak vagyis, hogy az életerejüket elszívják.

### 2. rész
Míg Sheppard Teylával a barlangban szemléli az athosiak barlangfalra vésett történelmét, addig a lidércek megtámadják az athosiak faluját. A lidérc vadászok elől a lakosok fejvesztve menekülni kezdenek. Summers ezredes rádión keresztül nem tudja elérni Sheppardot, így azok egyelőre mit sem tudnak a dologról. A barlangból kiérve azonban meghallják az emberek kétségbeesett kiáltásait futni kezdenek a falu felé és meglátják a lidércek hajóit, amik épp begyűjtik az embereket. Summers ezredes és néhány katonája is erre a sorsra jut. Sheppard Teylával és néhány megmaradt katonával és helybeli túlélővel sikeresen átjutnak a csillagkapun, vissza Atlantiszra. Sheppard azonban nem hagyja annyiban és rögtön mentőakciót szervez Summers ezredes és az elrabolt athosiak kiszabadítására. Ezt jóvá is hagyja Dr. Weir és rendelkezésükre bocsát egy ősi ugrót, amely a csillagkapun keresztül visszajut az athosiak bolygójára. Leszállnak egy tisztáson, közben álcázzák (láthatatlanná teszik) az ugrót, nehogy a lidércek észrevegyék őket. Teyla elrohan a faluba hogy túlélőket keressen, ám Sheppard aggódik, hogy kifutnak az időből és észreveszik őket. Végül nagysokára 10-15 emberrel tér vissza Teyla és betereli őket az ugróba. A megmaradt túlélőkkel együtt felszállnak hogy kiszabadítsák a többieket is egy lidérc kaptárhajóból. Sheppard, Teyla és néhány katona sikeresen bejutnak és kiszabadítják az athosiakat. Eközben Sheppard Summers ezredest keresi és meglátja egy rejtekhelyről, hogy elővezették a kaptárhajó királynője elé. A királynő faggatni kezdi, hogy honnan érkezett, végül elárulja Summers, hogy a Földről. A királynő nagyon kíváncsi lesz, hogy hol is van ez a Föld, ám Summers ezredes keményen ellenáll. Végül a tenyerét Summers ezredes mellkasára helyezve táplálkozni kezd belőle. Ekkor látja Sheppard azt, hogy Summers ezredes másodpercek alatt megőszült és megöregedett.Megpróbálja megmenteni és lelövi a királynőt, ám ezzel a tettével felébreszti az egész kaptárhajót és az összes lidércet. Summers ezredes azonban meghal és a mentőcsapat tűzharcba keveredik a lidérc katonákkal.
Végül sikerül elérniük az ugrót és álcázva elmenekülniük, csakhogy vissza nem térhetnek az athosiak bolygójára, mert csak most látják, hogy a csillagkaput a lidércek felhozták az űrbe és azt két lidérc vadász őrzi. Mivel álcázva nem mehetnek át a csillagkapun, így ki kell lőniük a két lidérc vadászt. Ez sikerül is és a csillagkaput is megsemmisítik maguk mögött, hogy a lidércek ne tudjanak Atlantiszra jutni. A megmenekült athosiaknak szállást ad Dr. Weir és Teylát beveszik az atlantiszi felderítőcsapatba.

## Külső hivatkozások
- Stargate Wiki link (angolul)